# Calàbria grossa

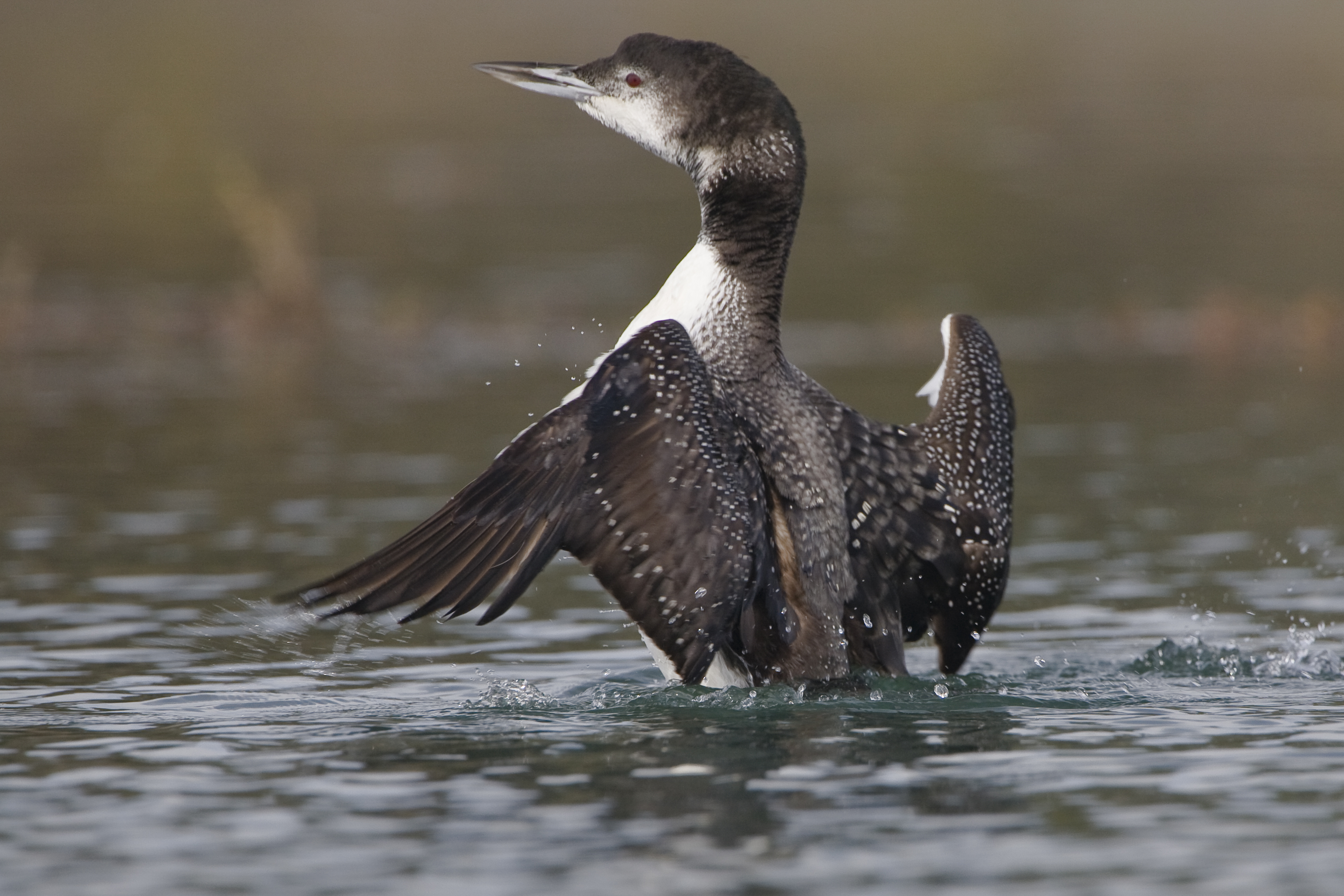
Calàbria grossa fotografiada a Califòrnia.

La calàbria grossa o agullat gros (Gavia immer) és, de les tres espècies de calàbries que podem veure als Països Catalans, la que té el bec més robust. És exclusivament marina.
Cria a Groenlàndia, Islàndia, Escòcia i Nord-amèrica. Hiverna al nord-oest d'Àfrica, al sud d'Europa i als Estats Units. Als Països Catalans és una hivernant molt rara i irregular, tot i que en els darrers hiverns ha esdevingut més freqüent en àrees com el Delta de l'Ebre i el tram de costa de les comarques del Barcelonès i del Maresme. A la resta d'àrees litorals és molt rara.
Comuna en els llacs de Nord-amèrica, la calàbria grossa és l'ocell emblemàtic oficial de la província canadenca d'Ontario i de l'estat estatunidenc de Minnesota. Apareix a la moneda d'un dòlar canadenc, conegut pels noms informals loonie i huard, dels noms anglès (loon) i francès respectivament del ocell.

## Morfologia
- Fa entre 61 i 100 cm de llargària.
- Envergadura alar de 122-152 cm.
- El seu pes mitjà és de 4,1 kg.
- A l'estiu té el cap fosc.
- Bec gruixut i recte.
- El dors és quadriculat de blanc sobre fons negre.